# 杨秀武
杨秀武（1933年—2007年11月23日），河北人，中国足球原领导人物，曾经担任中国足球协會专职副主席兼任秘书长，国家体委足球办公室主任（副司级），為中国足球發展及职业化的重要奠基人。

## 生平
杨秀武是俄语专业出身。1953年进入国家体委工作，担任球类司足球科（后改称足球处）干部。从此一辈子与足球打交道，从未离开。与年维泗、陈成达、陈家亮、孙宝荣、张俊秀、张京天、谢鸿钧等人是1954年一起去匈牙利学习的队友。 
1958年6月，杨秀武与国家体委国际司的3位干部组成了中国足协代表团，赴瑞典斯德哥尔摩参加国际足联第32届代表大会。在代表大会的第一次会议上，中国代表团团长发言要求国际足联取消1954年加入的中华民国的“中华全国足球委员会”的会员资格，遭到国际足联拒绝。为此，中国的四位代表奉命离席抗议，并宣布中国足协退出国际足联（直至1979年重新加入国际足联）。  
1972年任新组建的中国国家男子足球队副领队。1977年北京国际足球邀请赛时任国家队副领队。1978年、1979年任国家男足领队。
1985年11月，国家体委成立全国足球领导小组，组长袁伟民，副组长为陈家亮、年维泗。全国足球领导小组办公室主任为杨秀武。
杨秀武多次担任中国国家女子足球队领队，征战国际大赛取得冠军或好成绩：1986年第六届亚洲女子足球锦标赛、1988年世界女子足球邀请赛、1989年第七届亚洲女子足球锦标赛、1991年第一届女子足球世界杯赛、1991年第八届亚洲女子足球锦标赛等。
1988年6月，亚足联建立了女子足球委员会，香港的陈瑶琴女士为主席，杨秀武为副主席。 
1988年4月15日中华全国体育总会第四届三次会议选出的第五届中国足协，杨秀武任专职副主席兼秘书长。1991年4月21日召开中国足协工作会议选出了第六届中国足协，杨秀武任专职副主席。 1992年6月27日全国足球工作会议上宣布第七届中国足协，杨秀武任专职副主席。 
1996年12月中国足协换届，杨秀武退休。因罹患直肠癌，手术后于2007年病世。

## 著作
《小足球》，作者 杨秀武，人民体育出版社1965年10月第1版，页数：152页。 

## 社会评价
王俊生：（1992年3月召开中国足协副处级以上的干部会议，准备即将召开的全国足球工作会议的有关事宜及会议文件） 我请杨秀武协助我写《工作报告》。杨秀武在国家队任领队时，我是队员，那时他给我留下的印象很深。他为人谦和，有文采，经常给报社撰写文章。他对中国足协的工作很了解，又是前任秘书长，可以掌握好尺度。由他来协助我起草《工作报告》是适宜的。他欣然接受了这个任务。